# Amblyomma compressum
Amblyomma compressum är en fästingart som beskrevs av Macalister 1872. Amblyomma compressum ingår i släktet Amblyomma och familjen hårda fästingar.
Artens utbredningsområde är Togo. Inga underarter finns listade i Catalogue of Life.